# 김제 금산사 대적광전
김제 금산사 대적광전(金堤 金山寺 大寂光殿)은 전북특별자치도 김제시, 금산사에 있는 건축물이다. 1968년 12월 19일 대한민국의 보물 제476호로 지정되었으나, 1986년 12월 6일 화재로 전소되어 1987년 1월 1일 보물 지정에서 해제되었다. 현재 있는 건물은 1990년에 다시 복원된 것이다.

## 개요
이 법당은 수계, 설계, 섧법 등 사원의 중요한 의식을 집행하는 곳이다.
대적광전은 본래 대응대광명전이었다. 대웅대광명전으로 불리던 때에는 이곳에 법신비로자나불(毘盧遮那佛), 보신노사나불(圓滿報身盧舍那佛), 화신석가모니불(釋迦牟尼佛) 등 삼신불 만을 봉안하였다고 한다. 정유재란(丁酉再亂) (1597) 때 경내의 모든 전각이 소실된 후 인조 13년(1635년)에 이르러 도량을 재건하였는데, 대웅대광명전(大雄大光明殿)과 극락전(極樂殿), 약사전(藥師殿)에  봉안하고 있던 5여개, 6보살을 다시 조상하여 모두 한자리에 봉안하고 현액을 대적광전으로 바꾸었다.
1986년 원인모를 화재로 법당이 전소되어 보물 제476호 지정이 해제되었으나, 1990년에 원래의 모습대로 복원하였다.

## 대적광전 화재
1986년 12월 6일 0시50분쯤 전북 김제군 금산면 금산리 금산사(불교조계종 17교구본사) 본당 보물476호 대적광전에 불이 나 건물을 모두 태우고 2시간만에 진화됐다. 이 불로 대적광전안에 있던 조선조중기작품인 아미타불·혜신·법신·오신·약사여내좌상 등 5개불상과 6개살보상, 5백나한상이 모두 불탔다.

## 같이 보기
- 금산사

## 참고 자료
- 김제 금산사 대적광전 - 국가유산청 국가유산포털